# Pohoří na Šumavě
Pohoří na Šumavě (niem. Buchers, Bucherwald, Buchers bei Kaplitz, Buchers im Böhmerwald, czes. Buchoř, Puchéř (1869-1910) či Půchoří) – opuszczone miasto w górach Novohradské hory.

## Historia
Miasto zostało założone około 1758 roku jako osiedle dla pracowników wyrobów szklanych. Ulokowane było na drodze do Freistadt. Według spisu ludności w 1890 roku liczba mieszkańców wynosiła 1323 (1077 Niemców i 246 Czechów). Ludność utrzymywała się z rolnictwa i malowania na szkle. Wraz z rozwojem miejscowości w osadzie pojawiały się stopniowo: browar (1791–1860), kuźnia (od 1834), poczta (od 1848), telefon (1887) i telegraf (1889). Lista uprawianych zawodów poszerzyła się w 1923 roku o piekarza, cukiernika, handlowca bydłem, przewoźnika osób, zegarmistrza, kowala, sklepikarza, kołodzieja, krawca, młynarza, rzeźnika itp.  Po drugiej wojnie światowej ludność niemiecka została wysiedlona, a miasto zamknięto w strefie przygranicznej. Od 1990 roku zostało udostępnione.